# Lucinia torrebia
Lucinia torrebia är en fjärilsart som beskrevs av Ménétriés 1832. Lucinia torrebia ingår i släktet Lucinia och familjen praktfjärilar. Inga underarter finns listade i Catalogue of Life.